# Wanda Landowska

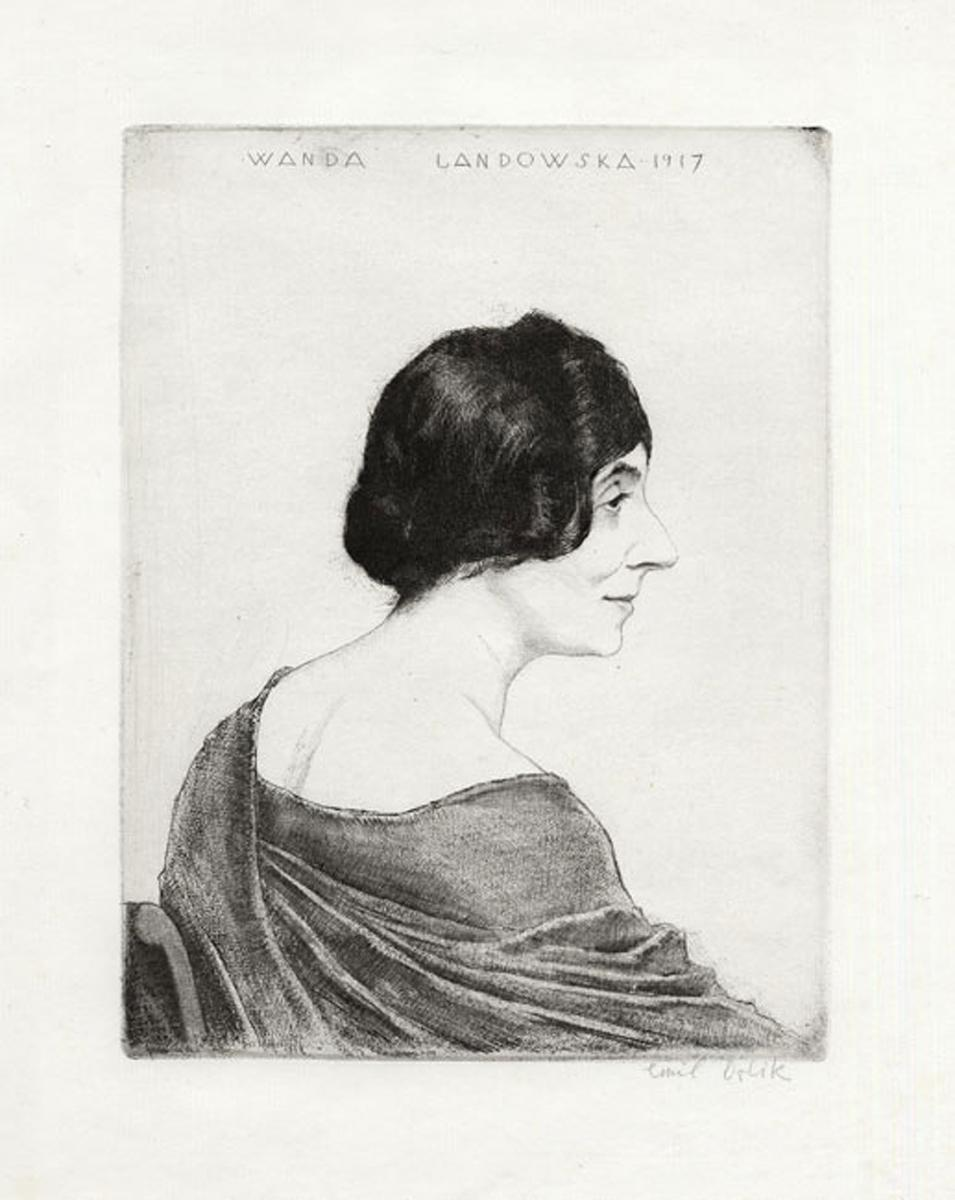
Portret van Wanda Landowska door Emil Orlík (1917).

Wanda Landowska (Warschau, 5 juli 1879 – Lakeville, 16 augustus 1959) was een Poolse klaveciniste die later Frans staatsburger werd. Zij heeft een belangrijke rol gespeeld in de herontdekking van haar instrument.

## Biografie
Landowska’s vader was jurist, haar moeder vertaalde Engelstalige boeken van onder meer Mark Twain in het Pools. Wanda begon als vierjarige piano te spelen. Haar eerste docent was Jan Kleczyński sr.. Aan het conservatorium in Warschau (de huidige Frédéric Chopin Muziekacademie) had ze les van Aleksander Michałowski. Ze studeerde vervolgens compositie bij Heinrich Urban in Berlijn.
In 1900 trouwde ze in Parijs met de Poolse volkskundige Henri Lew. Zij verdiepten zich in oude muziek en schreven samen het boek Musique ancienne (1909). Landowska gaf van 1900 tot 1912 pianoles aan de Schola Cantorum de Paris, waar onder leiding van Vincent d'Indy, Charles Bordes en Alexandre Guilmant bijzondere aandacht bestond voor oude muziek. Haar belangstelling werd in het bijzonder gewekt door de mogelijkheden van het klavecimbel, waarop ze in 1903 haar eerste recital gaf.
In 1913 verhuisde ze naar Berlijn en tot 1919 was ze daar docente klavecimbel aan de Hochschule für Musik. In dat jaar kwam Henri Lew om het leven bij een auto-ongeluk. De homoseksuele Landowska had toen al enige tijd een dienstmeisje als levensgezellin, met goedvinden van Lew.
Landowska had een grote interesse in musicologie, in het bijzonder gericht op de barokmuziek van componisten als Bach, Couperin, Rameau en Scarlatti. Ze reisde de musea van Europa af op zoek naar authentieke klavierinstrumenten. Ze verzamelde oude instrumenten en liet naar haar inzichten nieuwe maken door de Franse pianobouwer Pleyel. Het model werd door vele andere bouwers overgenomen.
Na terugkeer in Parijs hield Landowska in 1921 een serie van zes invloedrijke openbare hoorcolleges over oude muziek aan de Sorbonne. Zij ging lesgeven aan de École Normale de Musique de Paris en richtte in 1925 de École de Musique Ancienne op. Haar huis in Saint-Leu-la-Forêt werd een centrum voor de studie van oude muziek, waar jaarlijks zomercursussen werden gegeven. Tot de cursisten behoorde de Nederlandse fluitist Everard van Royen en de Nederlandse klaveciniste Gusta Goldschmidt. Van 1925 tot 1928 was zij tevens docente aan het Curtis Institute of Music in Philadelphia (Pennsylvania).
Toen Frankrijk in de Tweede Wereldoorlog bezet werd, werden haar instrumenten en documenten door de Duitse Einsatzstab Reichsleiter Rosenberg in beslag genomen en afgevoerd. Ook later heeft zij hiervoor nooit een schadeloosstelling ontvangen. De joodse Landowska ontkwam via Portugal naar de Verenigde Staten. Zij arriveerde eind 1941 op Ellis Island, samen met haar assistente en levenspartner, de klaveciniste, organiste en musicologe Denise Restout (1915-2004). Zij vestigden zich in 1949 in Connecticut, van waaruit Landowska opnieuw een centrale figuur werd in het spel en het onderricht van klavecimbelmuziek. Zij ging vaak op tournee en trad op in vele Amerikaanse steden. Ze ontving een eredoctoraat van de universiteit van Hartford (Connecticut). In 1954 nam zij in New York afscheid van het concertpodium. Zij was toen 75 jaar. Ze stierf vijf jaar later in haar woonplaats Lakeville.

## Waardering
Wanda Landowska was een groot klaveciniste, een groot kenner van oude muziek en een belangrijk pionier, die het - rond 1900 vrijwel vergeten - klavecimbel heeft weten terug te brengen in de internationale belangstelling. Zij was de eerste klavecinist die (in 1931) een grammofoonplaatopname maakte van de Goldbergvariaties van Bach, die grote invloed had op de Bach-interpretatie in de twintigste eeuw. Zij was ook de eerste die tijdens één concert alle 48 preludia en fuga's uit Das wohltemperierte Klavier achter elkaar uitvoerde en de eerste in de moderne tijd die de basso continuo-partij in de Matthäus-Passion op een klavecimbel speelde.
Zij speelde niet alleen barokmuziek, maar voor haar werd ook belangrijke nieuwe muziek geschreven, zoals Manuel de Falla's El retablo de maese Pedro, diens Concerto voor klavecimbel, fluit, hobo, klarinet, viool en cello (beide uit 1926) en het Concert champêtre van Francis Poulenc (1929).
Haar interpretaties waren niet altijd partituurgetrouw en zij sloeg de voorgeschreven herhalingen in de muziek vaak over. Tegenwoordige aanhangers van de authentieke uitvoeringspraktijk beschouwen haar romantische opvattingen als gedateerd. Ook de grote en zware Pleyel-instrumenten die zij liet ontwerpen zijn uit de mode geraakt. Door hun stalen constructie, bedoeld om een grote geluidssterkte te bereiken, vertonen zij enige verwantschap met een moderne vleugelpiano. Klavecinisten geven nu de voorkeur aan de intiemere klank van getrouwe replica's van klavecimbels uit de barokperiode. Toch wordt zij nog steeds bewonderd en geëerd om haar pionierswerk voor het klavecimbel, haar gedreven spel en haar geloof in de oude muziek die zij weer tot leven bracht.

## Trivia
- Toen de beroemde cellist Pablo Casals kritiek uitte op Landowska's Bach-interpretaties, zou ze geantwoord hebben: "Jij speelt Bach op jouw manier, ik speel hem op zijn manier".
- Een inslagkrater op Venus is naar Wanda Landowska genoemd.